# Сент-Френсіс (Міннесота)
Сент-Френсіс (англ. St. Francis) — місто (англ. city) в США, в округах Анока і Ісанті штату Міннесота. Населення — 8142 особи (2020).

## Географія
Сент-Френсіс розташований за координатами 45°23′45″ пн. ш. 93°23′9″ зх. д. / 45.39583° пн. ш. 93.38583° зх. д. (45.395882, -93.385846).  За даними Бюро перепису населення США в 2010 році місто мало площу 62,08 км², з яких 60,95 км² — суходіл та 1,13 км² — водойми.

## Демографія
Згідно з переписом 2010 року, у місті мешкало 7218 осіб у 2520 домогосподарствах у складі 1913 родин. Густота населення становила 116 осіб/км².  Було 2650 помешкань (43/км²).
Расовий склад населення:
| - 95,9 % — білих - 0,8 % — азіатів - 0,6 % — чорних або афроамериканців - 0,4 % — корінних американців |

До двох чи більше рас належало 2,0 %. Частка іспаномовних становила 1,4 % від усіх жителів.
За віковим діапазоном населення розподілялося таким чином: 31,7 % — особи молодші 18 років, 61,8 % — особи у віці 18—64 років, 6,5 % — особи у віці 65 років та старші. Медіана віку мешканця становила 31,5 року. На 100 осіб жіночої статі у місті припадало 97,9 чоловіків;  на 100 жінок у віці від 18 років та старших — 96,5 чоловіків також старших 18 років.
Середній дохід на одне домашнє господарство  становив 75 843 долари США (медіана — 71 833), а середній дохід на одну сім'ю — 78 223 долари (медіана — 75 853). Медіана доходів становила 55 975 доларів для чоловіків та 40 651 долар для жінок. За межею бідності перебувало 7,8 % осіб, у тому числі 6,1 % дітей у віці до 18 років та 5,5 % осіб у віці 65 років та старших.
Цивільне працевлаштоване населення становило 3968 осіб. Основні галузі зайнятості: освіта, охорона здоров'я та соціальна допомога — 19,8 %, виробництво — 18,0 %, будівництво — 9,6 %, роздрібна торгівля — 9,2 %.